# Nacatamal

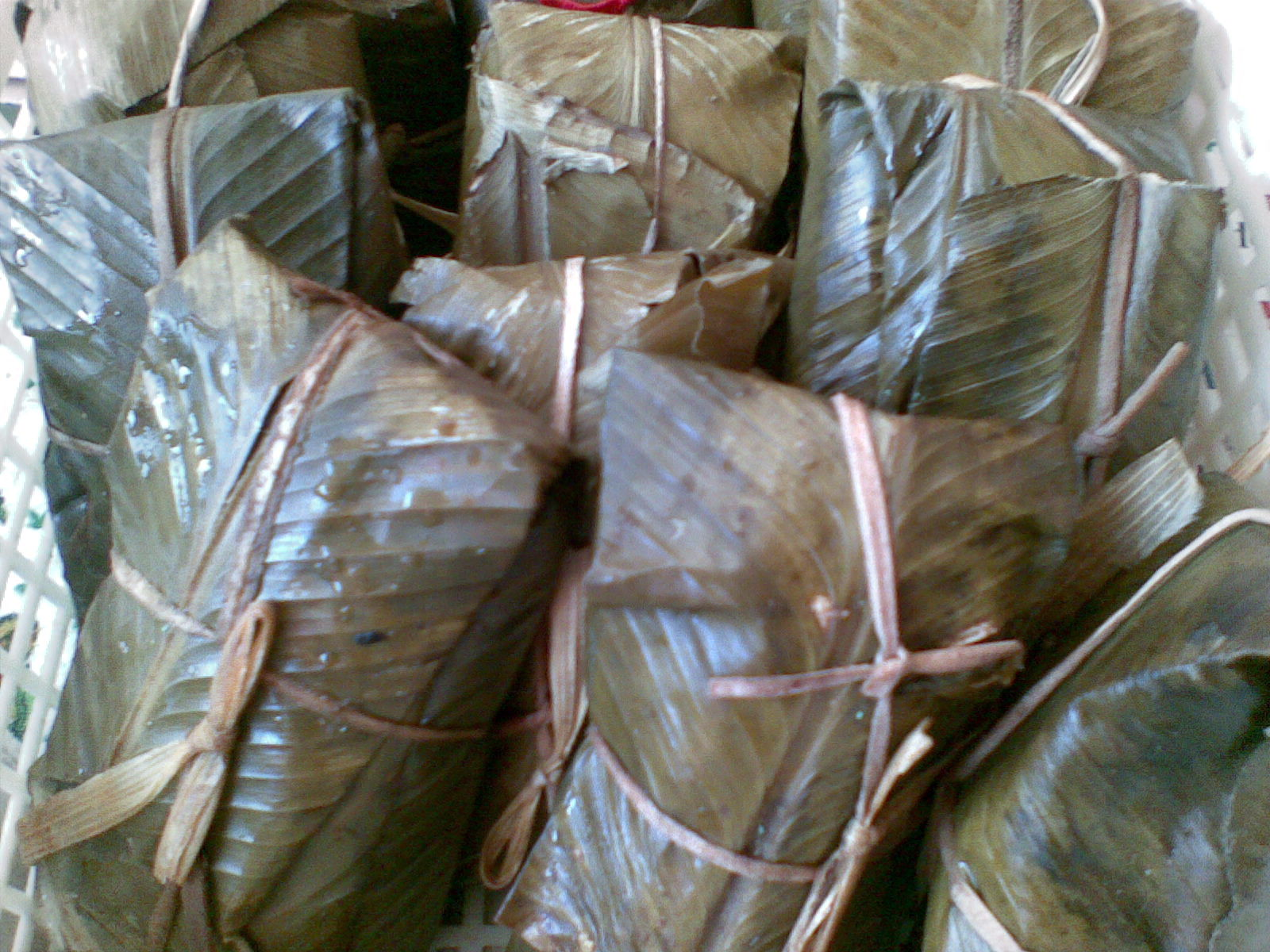
Nacatamales Nicaragüense envueltos en hojas de plátano.

El nacatamal, (Náhuat: Nakatamal, Nakat "carne", tamal "tamal") (Náhuatl: Nacatamal, Nacatl "carne", tamalli "tamal") es un plato Nicaragüense que se originó de los Nahua Nicaraos del oeste de Nicaragua. Consiste en una masa a base de maiz con carne, verduras y arroz, entre otros, dividida en porciones que se cuecen envueltos en hojas de plátano o banano. Se consumen por lo general en sábados y domingos o en días festivos, como Navidad. Este plato es tradición en los pueblos: preparados caseros acompañados con café y pan desde hace décadas.

## Historia

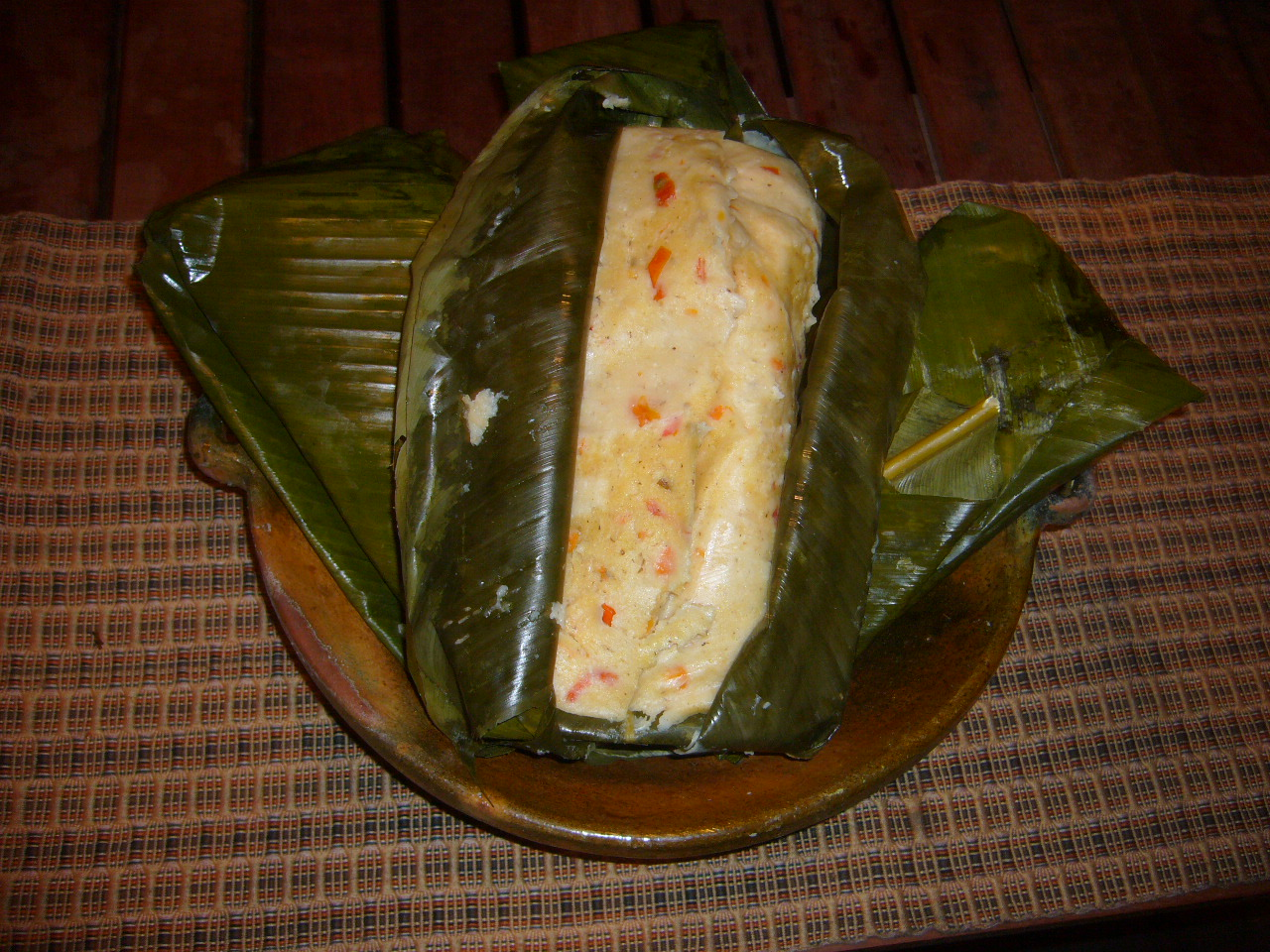
Tamalitos

Su origen se remonta a tiempos precoloniales, específicamente de los Nahuas que habitaron en Nicaragua. siendo un preparado de los días de fiesta o ceremonias especiales. Formaba parte de festines luego de victorias, en tiempos de prosperidad y poder religioso para el pueblo.  Dado que el banano no es una planta nativa de América, es probable que inicialmente la masa se envolviera en las chalas de las mazorcas del maíz u hojas de bijao, maguey, aguacate y canak.
Antes de la llegada de los españoles a Nicaragua, la masa era solo condimentada con aguacate, hierbas, achiote, y tomates, con carne de venado, pavo y otros animales que pudieran cazar, y finalmente envuelto en hojas de maíz.

## Receta
El Nacatamal es una receta con varios procesos a seguir a pie de letra. Si estos procesos no se cumplen, es probable que tenga un sabor distinto.
Por lo general el Nicaragüense procede a elaborarlo desde el viernes, para tenerlo listo el sábado a primera hora de la mañana, el mismo proceso se hace el sábado para así degustarlo el domingo.

## Ingredientes
sus ingredientes son :

n : 
- Masa de maíz
- Cebolla
- Chiltoma
- Chile congo
- Tomates
- Ajos
- Carne de cerdo
- Sal
- Hojas de chagüite para amarrar
- Papas
- Arroz